# Снайт, Бетси
Бе́тси Ба́кстер Снайт-Ра́йли (англ. Betsy Baxter Snite-Riley; 20 декабря 1938, Гранд-Рапидс — 15 июня 1984, Берлингтон) — американская горнолыжница, выступавшая в слаломе, гигантском слаломе и скоростном спуске. Представляла сборную США по горнолыжному спорту во второй половине 1950-х годов, серебряная призёрка зимних Олимпийских игр в Скво-Вэлли, победительница соревнований национального и международного значения.

## Биография
Бетси Снайт родилась 20 декабря 1938 года в городе Гранд-Рапидс, штат Мичиган, США. Детство провела в Вермонте, затем училась в старшей школе в Хановере, штат Нью-Гэмпшир. Активно заниматься горнолыжным спортом начала с раннего детства в рамках программы Ford K. Sayre Memorial, позже проходила подготовку в спортивном клубе Carcajou, выступала на студенческих соревнованиях в команде лыжников Дартмутского колледжа.
В 1955 году в возрасте шестнадцати лет впервые одержала победу на чемпионате США, превзойдя в слаломе титулованную Андреа Мид-Лоуренс, и вошла в основной состав американской национальной сборной. Благодаря череде удачных выступлений удостоилась права защищать честь страны на зимних Олимпийских играх 1956 года в Кортина-д’Ампеццо — выступала здесь в программе гигантского слалома, однако во время своего спуска была дисквалифицирована и не показала никакого результата.
После Олимпиады Снайт осталась в главной горнолыжной команде США и продолжила принимать участие в крупнейших международных соревнованиях. Так, в конце 1950-х годов она добавила в послужной список несколько наград, полученных преимущественно на склонах Европы. Одно из наиболее успешных выступлений в этот период — выступление на традиционных соревнованиях в швейцарском Гриндевальде, где она одержала победу в гигантском слаломе и комбинации, тогда как в скоростном спуске стала второй. Кроме того, в 1958 и 1959 годах выигрывала слалом Arlberg-Kandahar.
Находясь в числе лидеров американской национальной сборной, Бетси Снайт благополучно прошла отбор на домашние Олимпийские игры 1960 года в Скво-Вэлли — на сей раз в слаломе по сумме двух попыток заняла второе место и завоевала тем самым серебряную олимпийскую медаль, пропустив вперёд только канадку Энн Хеггтвейт. Поскольку здесь также разыгрывалось мировое первенство, дополнительно стала серебряной призёркой чемпионата мира. В гигантском слаломе тоже имела хорошие шансы на попадание в число призёров, показав на финише четвёртое время. Стартовала и в программе скоростного спуска, но финишировать здесь не смогла. Вскоре по окончании этих соревнований приняла решение завершить спортивную карьеру.
В 1964 году вышла замуж за Билла Райли (1930—2010) и взяла фамилию мужа. Супруги проживали в городке Стоу в Вермонте на территории одноимённого горнолыжного курорта. В 1977 году открыла здесь собственный магазин спортивных товаров Betsy Snite Sports Shop.
За выдающиеся спортивные достижения в 1976 году введена в Национальный зал славы лыжного спорта. С 2017 года — член Зала славы спорта Вермонта.
Умерла после непродолжительной борьбы с раком 15 июня 1984 года в Берлингтоне в возрасте 45 лет.